# On'yomi

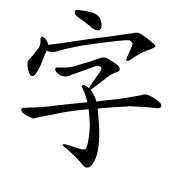
O ideograma japonês 字, de origem chinesa e que significa "letra", tem a pronúncia on'yomi ji, que é uma aproximação da pronúncia corrente na China à época. Mas, com o tempo, 字 adquiriu também as pronúncias kun'yomi aza, umu, e masu, com diferentes significados.

A leitura on, ou on'yomi ('音読み, leitura por som), também conhecida como "leitura chinesa", é a aproximação japonesa da pronúncia dos caracteres Kanji; alguns foram incorporados de regiões distantes da China e em diferentes momentos, sendo por isso que múltiplos on'yomi têm vários significados.
A leitura on'yomi confere prestígio e elegância a termos da língua culta no Japão, pela importância dos vocábulos de origem chinesa. Geralmente, a leitura on'yomi se classifica em quatro tipos:
- Go-on (呉音; literalmente Som Wu), pronúncia da região Wu.
- Kan-on (漢音; literalmente Som Han) pronúncia durante a Dinastia Tang entre os séculos VII e IX.
- Tō-on (唐音；literalmente Som Tang) pronúncia das últimas dinastias, como a Dinastia Song e a Dinastia Ming.
- Kan'yō-on (慣用音) são erros na pronúncia, que foram integradas à língua.

Exemplos
| Kanji | Significado  | Go-on | Kan-on | Tō-on | Kan'yō-on |
| ----- | ------------ | ----- | ------ | ----- | --------- |
| 明    | luz          | myō   | mei    | min   | *         |
| 行    | ir           | gyō   | kō     | an    | *         |
| 極    | extremamente | goku  | kyoku  | *     | *         |
| 珠    | pérola       | *     | shu    | *     | ju, zu    |
| 度    | nível        | do    | taku   | to    | *         |

A forma mais comum de ler é a kan-on. A tō-on ocorre em algumas palavras, como isu 椅子 "cadeira". Finalizando, a go-on é especialmente comum nas leituras de terminologia budista, como gokuraku 極楽 "paraíso".